# Giaura niphea
Giaura niphea är en fjärilsart som beskrevs av George Francis Hampson 1896. Giaura niphea ingår i släktet Giaura och familjen trågspinnare. Inga underarter finns listade i Catalogue of Life.